# Yutaka Toyama
Yutaka Toyama (Tokyo, 30 gennaio 1938) è un maestro di karate giapponese.

## Biografia
Maestro di Karate-do Wado-Ryu è allievo diretto del maestro Hironori Ōtsuka, fondatore dello stile.
Si classifica al secondo posto nel campionato universitario giapponese a squadre nel 1958, prestazione replicata nel 1959 nel campionato dell'Est del Giappone e nel 1960 nel campionato giapponese.
Laureato in legge presso la Nihon University, viene invitato nel 1965 in Europa dalla federazione tedesca di karate, dove allena la nazionale con il grado di 5º Dan.
Dal 1968 si dedica all'insegnamento in Italia, dove rappresenta ufficialmente la federazione Karate-do Wado-Ryu giapponese in Italia.
Alla fine degli anni '60 fonda a Roma l'Honbu Dojo, che diventerà il quartier generale del Wado italiano fino al 1986, e, ad Albano Laziale, il dojo Wado Kan.
Diviene allenatore nazionale per l'Italia nel 1973 e fonderà nel 1980 il Wadokai italiano, dopo essere stato nominato nel 1979 tecnico della federazione Wadokai europea. Raggiunge nel 1981 il grado di 7º Dan.
Diviene consigliere della federazione Wado-Ryu Karate-do giapponese nel 1982.
Nel 1983 diviene consigliere tecnico della federazione Ungheria settore Wado-kai.
Torna in Giappone nel 1986, dove comincerà nel 1990 a lavorare per la Jin Corporation, di cui diviene il direttore esecutivo nel 1990.
Nei giorni 6-7-8 luglio 2012 è stata organizzata in suo onore la "Toyama cup", svoltasi insieme al 2º memorial Carlo Henke nel Palazzetto dello Sport di Roma
Attualmente ricopre il grado di 9º Dan e fa parte della federazione W.U.K.O.

## Opere
- Karate-do Wado-Ryu